# Zar
En zar eller tsar (russisk: царь) er en gammel monark titel, der kan sammenlignes med en konge eller kejser. Ordet er som kejser afledt af det romerske navn Cæsar. Titlen er ikke i officiel brug længere, men har været anvendt historisk i tre lande:
- Zar-Rusland fra 1546 til 1721 (uofficielt blev titlen ofte brugt blandt den russiske befolkning og udlandet til 1917, hvor den sidste russiske zar Nikolaj 2. af Rusland blev afsat under den russiske revolution). Peter den Store antog titlen 'imperator' (russisk: Император) (kejser)[2] i 1721, der blev de russiske monarkers officielle titel.

- Bulgarien i 893-1014, 1085-1396 og 1908-1946. Se: Bulgarske tsarer.

- Zarriget Serbien fra 1346 til 1371.

Det kvindelige modstykke til en zar (kejserinde eller dronning) er på russisk og bulgarsk en zariza (царица) og kaldes på ikke-slaviske sprog almindeligvis en zarina eller tsarina. Der har været flere regerende zarinaer; den mest kendte er Katharina 2. af Rusland med tilnavnet den Store.